# Bodenwerder
Bodenwerder is een stadje en gemeente in Duitsland in de deelstaat Nedersaksen, gelegen aan de rivier de Wezer. Ze maakt deel uit van de Samtgemeinde Bodenwerder-Polle en telt 5.588 inwoners. Bodenwerder behoort tot de regio Weserbergland en vlakbij ligt het natuurpark Solling-Vogler.
Bodenwerder noemt zich sinds 2013 officieel de Münchhausenstad, omdat hier de baron van Münchhausen is geboren. Zijn geboortehuis wordt tegenwoordig als gemeentehuis gebruikt. 
Ook heeft de stad in 2011 de status van Staatlich anerkannter Erholungsort gekregen, in plaats van de in 2010 ingetrokken status van luchtkuuroord.

## Stadsdelen en -wijken
- Bodenwerder-stad in engere zin
- Buchhagen, aan de oostoever van de Wezer
- Linse, idem, noordelijk van Buchhagen
- Kemnade, ten noordwesten van het centrum
- Rühle

## Ligging, infrastructuur
Bodenwerder ligt fraai in een dal in het Wezerbergland.  De belangrijkste wat grotere steden in de omgeving, alle eveneens aan de Wezer gelegen zijn:
- Hamelen, 22 km NW ( in noordwestelijke richting)
- Holzminden (27 km Z)
- Höxter (37 km Z).

### Buurgemeenten
- Emmerthal in het noordwesten
- Diverse plaatsen in de Samtgemeinde Bodenwerder-Polle, zie roze gekleurde gebieden op de kaart rechts
- Bevern (Nedersaksen), en Golmbach, in de Samtgemeinde Bevern, direct ten noord-noordoosten van Holzminden
- Eschershausen, 13 km ZO

### Trein en bus
In 1900 werd een spoorlijn geopend, die liep van station Emmerthal via Bodenwerder naar Eschershausen en  Vorwohle, een dorp onder Eimen in de Samtgemeinde Eschershausen-Stadtoldendorf. Tot 1982 was dit een drukke spoorlijn voor zowel goederen- als reizigersvervoer. Deze had echter vanaf plm. 1960 te lijden van concurrentie door een snelbusdienst en afnemende vraag naar goederenvervoercapaciteit, en werd in 1982 voor reizigersvervoer en rond 2000 ook voor goederentreinen gesloten. Van 1982 tot 2003 reden af en toe nog stoomtreinen voor toeristische ritten over de spoorlijn.  In 2015 kocht het mijnbouwconcern Lammert & Reese, dat ten noorden van Bodenwerder grootschalig zand en grind opdelft, de spoorlijn, en liet het gedeelte tussen zijn eigen bedrijf (2 km ten westen van  het voormalige station Bodenwerder - Kemnade) en Emmerthal grondig opknappen en voor transport van goederentreinen met zand en grind geschikt maken.  Van het oostelijk van de Wezer gelegen spoortraject is een gedeelte nog met draisines berijdbaar; het stuk van Dielmissen tot Vorwohle heeft plaats gemaakt voor een fietspad.
Buslijn 520 rijdt over de B83 van Hamelen via Bodenwerder, Brevörde, Polle en Heinsen naar Holzminden v.v.. Andere buslijnen rijden alleen 's morgens vroeg één rit van de kleinere dorpen naar de scholen toe en 's middags enkele ritten in de andere richting. Op dagen, dat er op de scholen geen les gegeven wordt, rijden deze bussen niet. 

### Wegverkeer
De belangrijkste verkeersader van Bodenwerder is de Bundesstraße 83  van Hamelen langs de Wezer zuidwaarts naar Holzminden.  Te Bodenwerder takt ten westen van de grote Wezerbrug de Bundesstraße 240 hiervan af, die 13 km zuidoostwaarts te Eschershausen op de belangrijke Bundesstraße 64 uitkomt.

## Economie
- Ten zuiden van Bodenwerder staat aan de Wezer een gipsvezelplatenfabriek van het Franse concern Saint-Gobain-Rigips. Ook de bedrijfsvakschool van deze onderneming is hier gevestigd.
- Ten westen van de stad ligt aan de B83 een uitgestrekt bedrijventerrein. Dit wordt voor het grootste deel gebruikt door lokaal midden- en kleinbedrijf, waaronder autobedrijven, doe-het-zelf- en meubelzaken enz.
- Waar de Wezer ten noorden van de stad naar het westen afbuigt, is een grote grindgroeve in bedrijf; ter plaatse is tussen Bodenwerder en Hehlen een vele hectaren groot meer ontstaan.
- Gezien de fraaie ligging en de bezienswaardigheden is in Bodenwerder ook het toerisme van belang.

## Geschiedenis

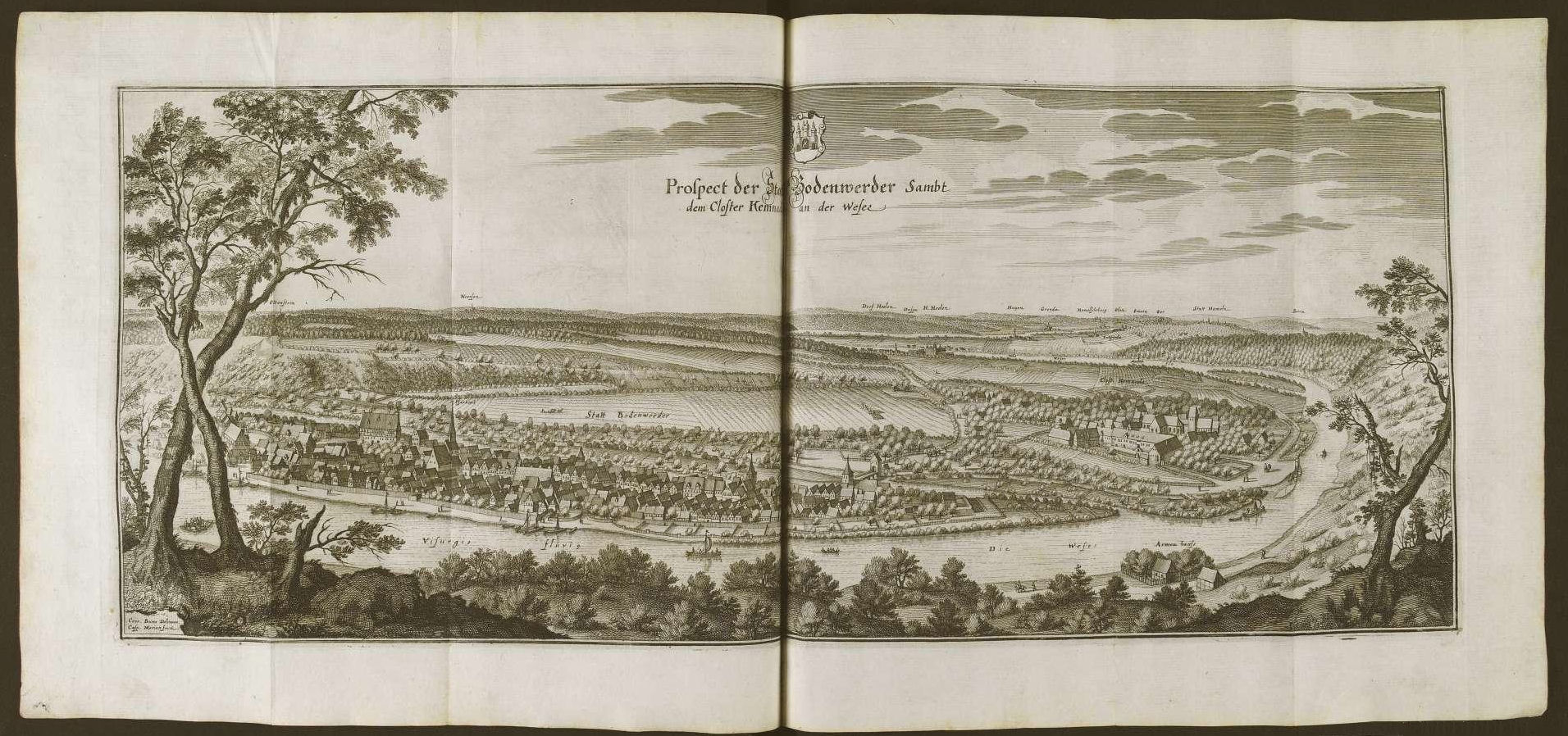
Merian-ets, midden 17e eeuw: links de stad Bodenwerder, rechts Klooster Kemnade
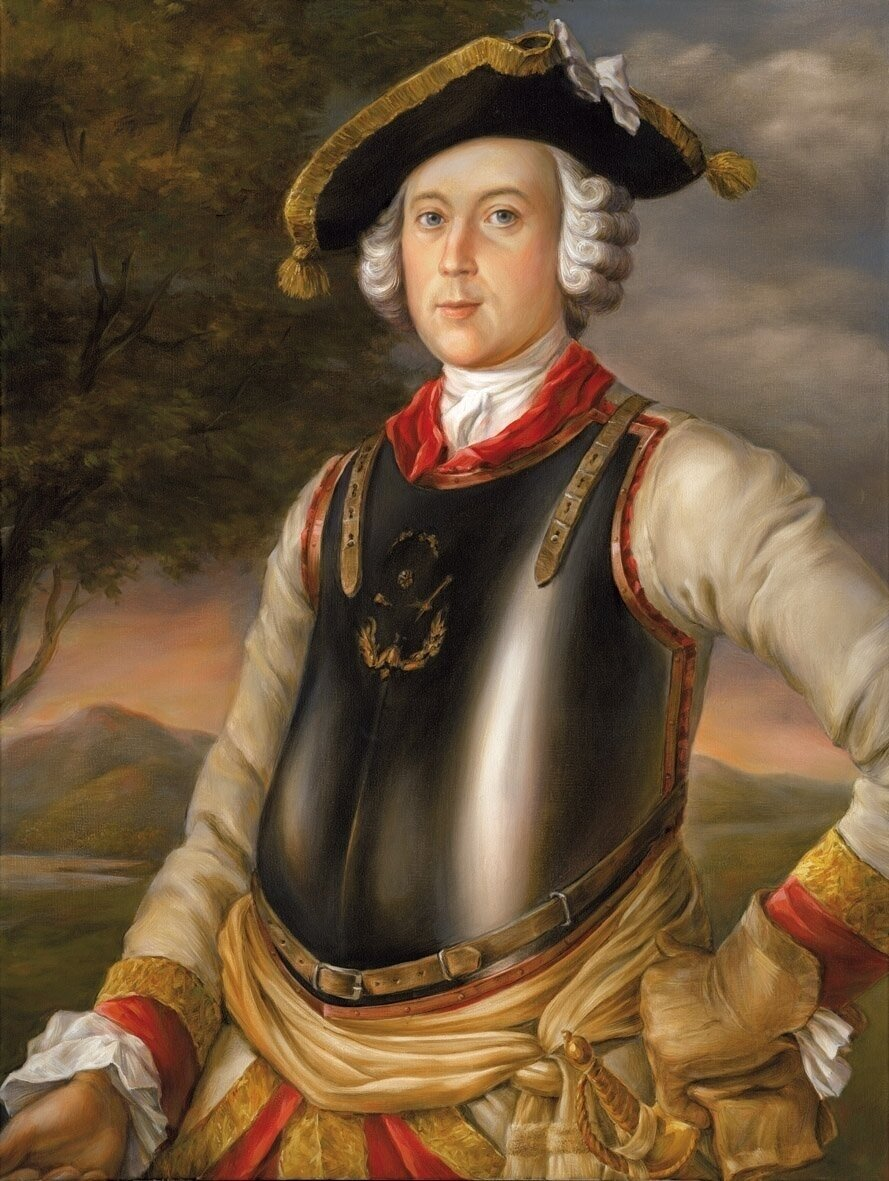
Baron van Münchhausen

Bij het klooster van Kemnade ontstond na 960 n. Chr. op een eilandje in de Wezer, tegenover de monding van de Lenne  een marktplaats, die in het Latijn Insula (Duits: Werder, Nederlands: waard, eiland) genoemd werd. In 1245 kocht ridder Hendrik II van Homburg de plaats van de abdij Corvey en verleende Werder in het jaar 1287 stadsrecht. Uiterlijk in 1289 werd een brug over de Wezer gebouwd. Een van Hendriks nazaten, Bodo, liet de stad rond 1340 ommuren. Van deze naam Bodo is het eerste gedeelte van de plaatsnaam afgeleid. Na het uitsterven van de Heren van Homburg verviel de stad in 1409 aan het Hertogdom Brunswijk-Lüneburg. In 1521 kwam het na de Hildesheimse Stiftsoorlog aan het Vorstendom Calenberg. In de 15e eeuw verwierf de stad omvangrijk bosbezit in de Vogler-heuvels.
In 1542 en 1543 werd de Reformatie ingevoerd. Sedertdien zijn verreweg de meeste christenen in de gemeente evangelisch-luthers.
Statius von Münchhausen (1555–1633), een zoon van de beruchte krijgsheer Hilmar von Münchhausen (1512–1573), liet het herenhuis bouwen, dat in 1936 tot stadhuis werd ingericht, maar woonde in de kastelen Bolzum,  Bevern en Leitzkau. 
Eén van zijn nakomelingen was de bekende leugenbaron Karl Friedrich Hieronymus von Münchhausen, (1720-1797) officier in Russische dienst, die zich in 1750 op zijn landgoed in Bodenwerder terugtrok en daar aan zijn vrienden zijn fantastische jacht- en soldatenavonturen vertelde. Verschillende schrijvers, vooral Gottfried August Bürger, hebben de vertelsels daarna -tegen Münchhausens wil- verder opgeblazen en zo als leugenverhalen uitgegeven
Na de val van Napoleon Bonaparte in 1814 kwam Bodenwerder aan het Koninkrijk Hannover dat in 1866 opging in het Koninkrijk Pruisen en in 1871 in het Duitse Keizerrijk.
In 1886 werd een jodium- en keukenzouthoudende minerale bron aangeboord.
Tijdens een geallieerd luchtbombardement in de Tweede Wereldoorlog werd de spoorbrug over de Wezer verwoest. Herstel hiervan werd in 1947 tenietgedaan door een overstroming van de Wezer, zodat het spoorwegverkeer te Bodenwerder pas in 1949 was hersteld.
Van 1900 tot 1996 was te Bodenwerder een scheepswerf gevestigd voor de bouw van binnenvaartschepen. In 1946 was de oprichting van de firma Vereinigte Baustoffwerke Bodenwerder, sedert 1961  Rigips.

## Bezienswaardigheden, toerisme
- Het Münchhausenmuseum in de stad is gevestigd in de Schulenburg, een toren die als enige restant van het kasteel van die naam is overgebleven. Deze staat naast het voormalige Schloss Münchhausen, sedert 1936 het stadhuis. Beide gebouwen staan aan de zuidrand van het stadscentrum.
- Zeer bezienswaardig is de kerk van het voormalige Klooster van Kemnade in de stad. De befaamde leugenbaron ligt hier begraven.
- De plaats beschikt verder over fraaie vakwerkhuizen.
- De evangelisch-lutherse St. Nicolaaskerk in de stad , van origine een drieschepige hallenkerk in gotische stijl, dateert van oorsprong grotendeels uit de tweede helft van de 15e eeuw. In 1900 en in 1962 werd de kerk ingrijpend verbouwd. Veel voorwerpen in het interieur  en grafmonumenten dateren uit de 17e eeuw.
- Het natuurschoon van het Wezerbergland
- Mogelijkheden tot lange fietstochten, o.a. langs de Wezer. Er is een uitgezette meerdaagse fietsroute, de Weser-Radweg, die de Wezer helemaal volgt tot haar monding in de Waddenzee bij Butjadingen, benedenstrooms van Bremen.
- De stad heeft aan de oostoever van de Wezer een jachthaven. Ook kan men pleziertochten over de rivier maken per rondvaartboot.

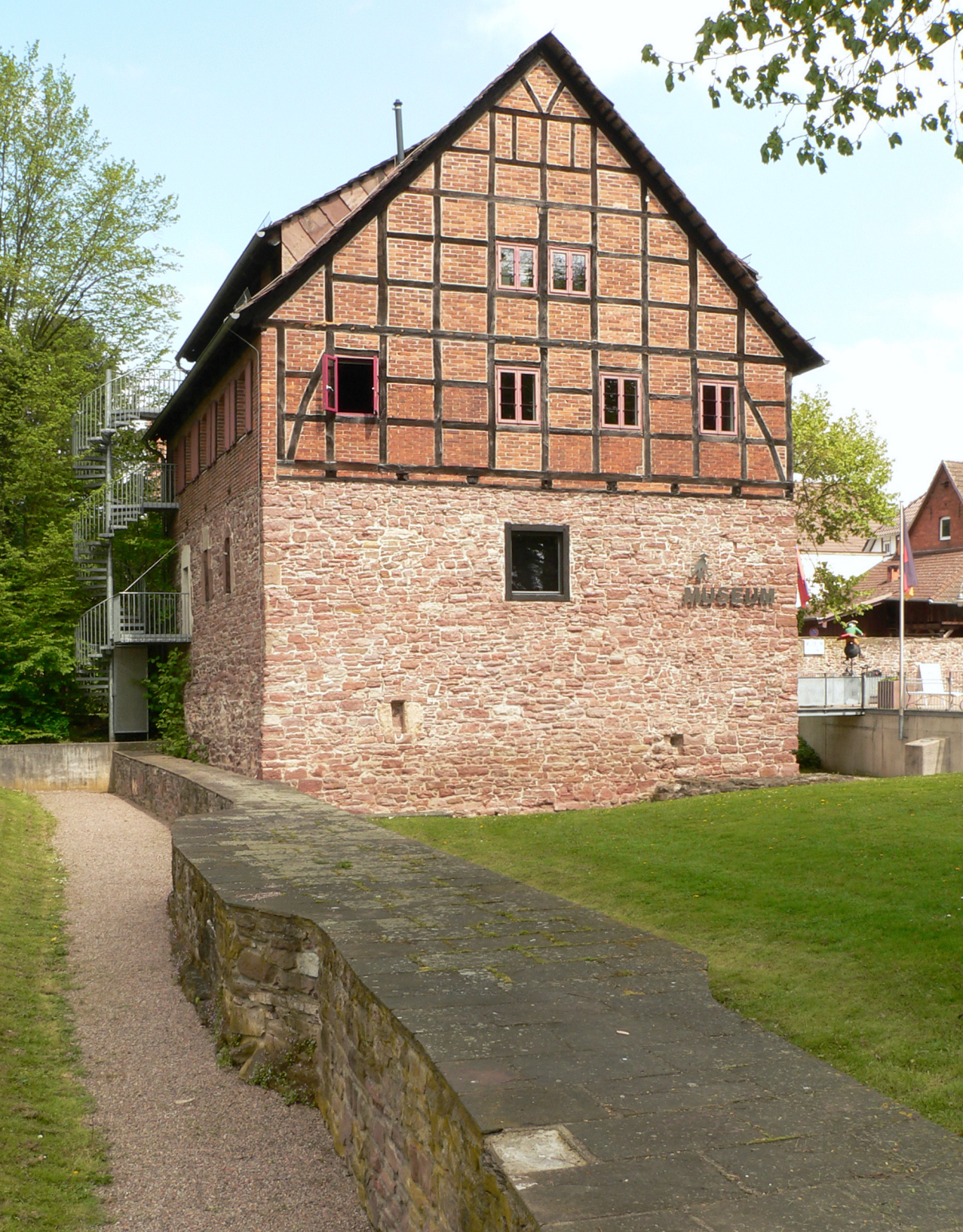
Schulenburg (Münchhausenmuseum)
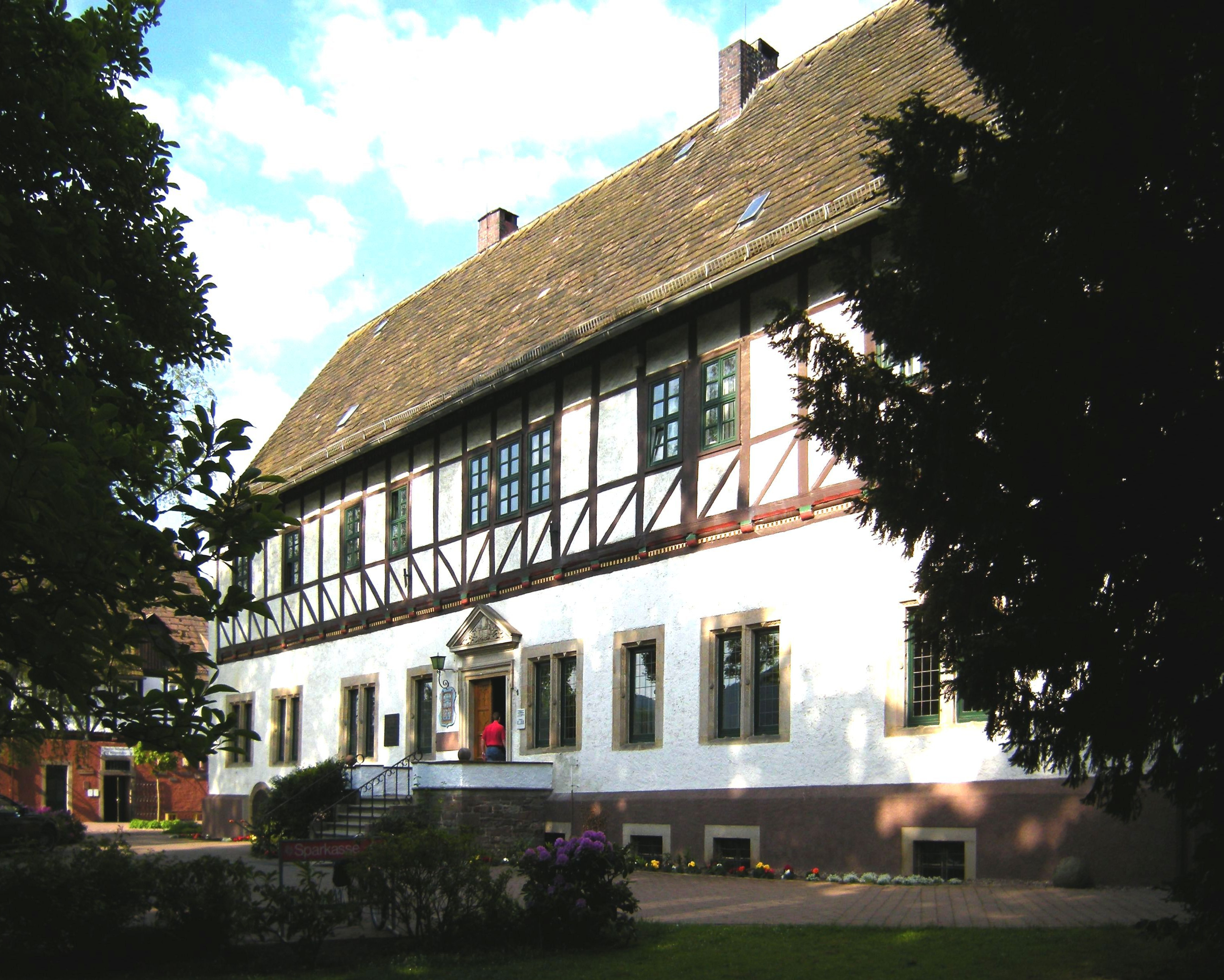
Gemeentehuis
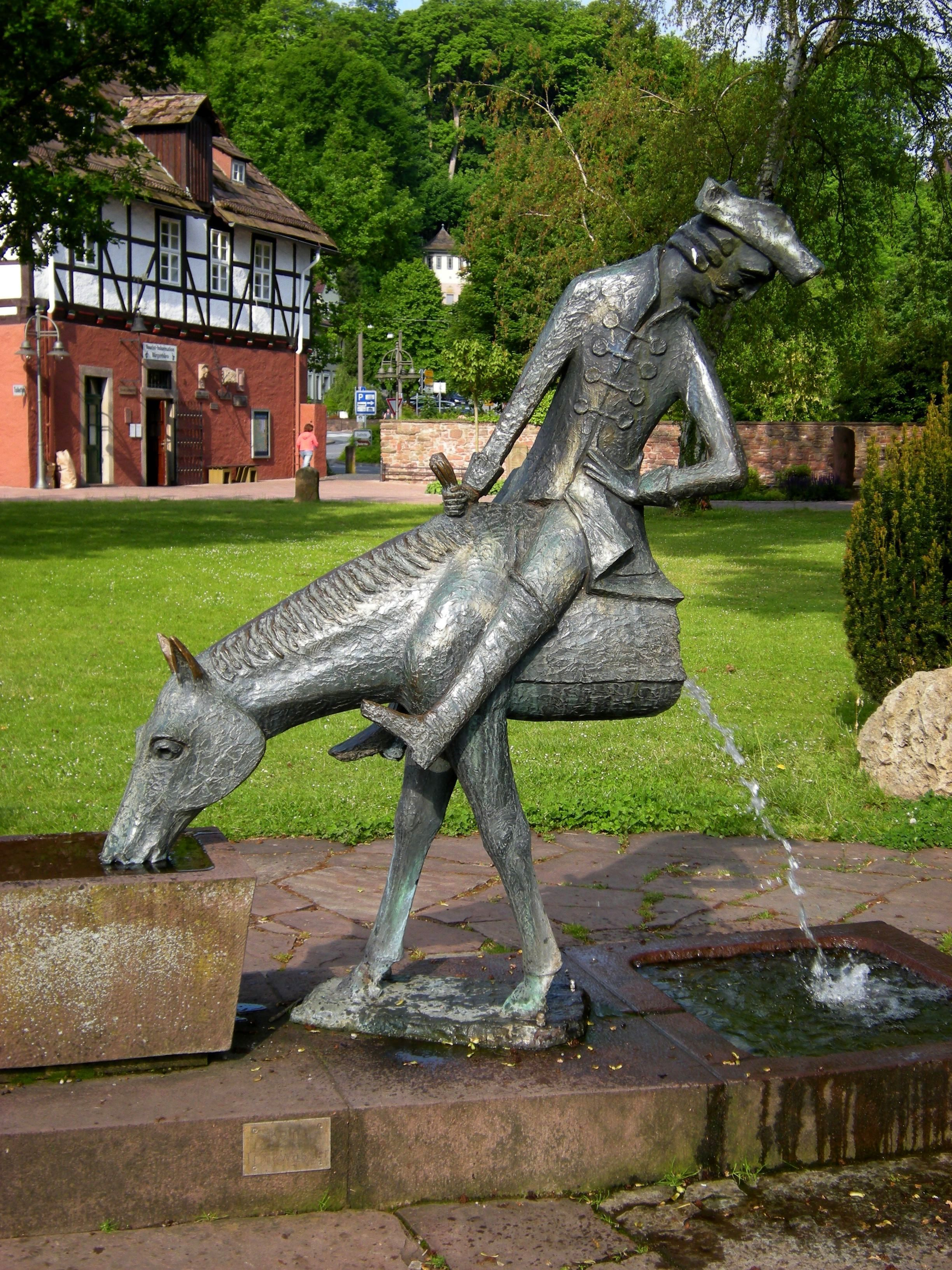
Münchhausen-fontein bij het Münchhausen-museum
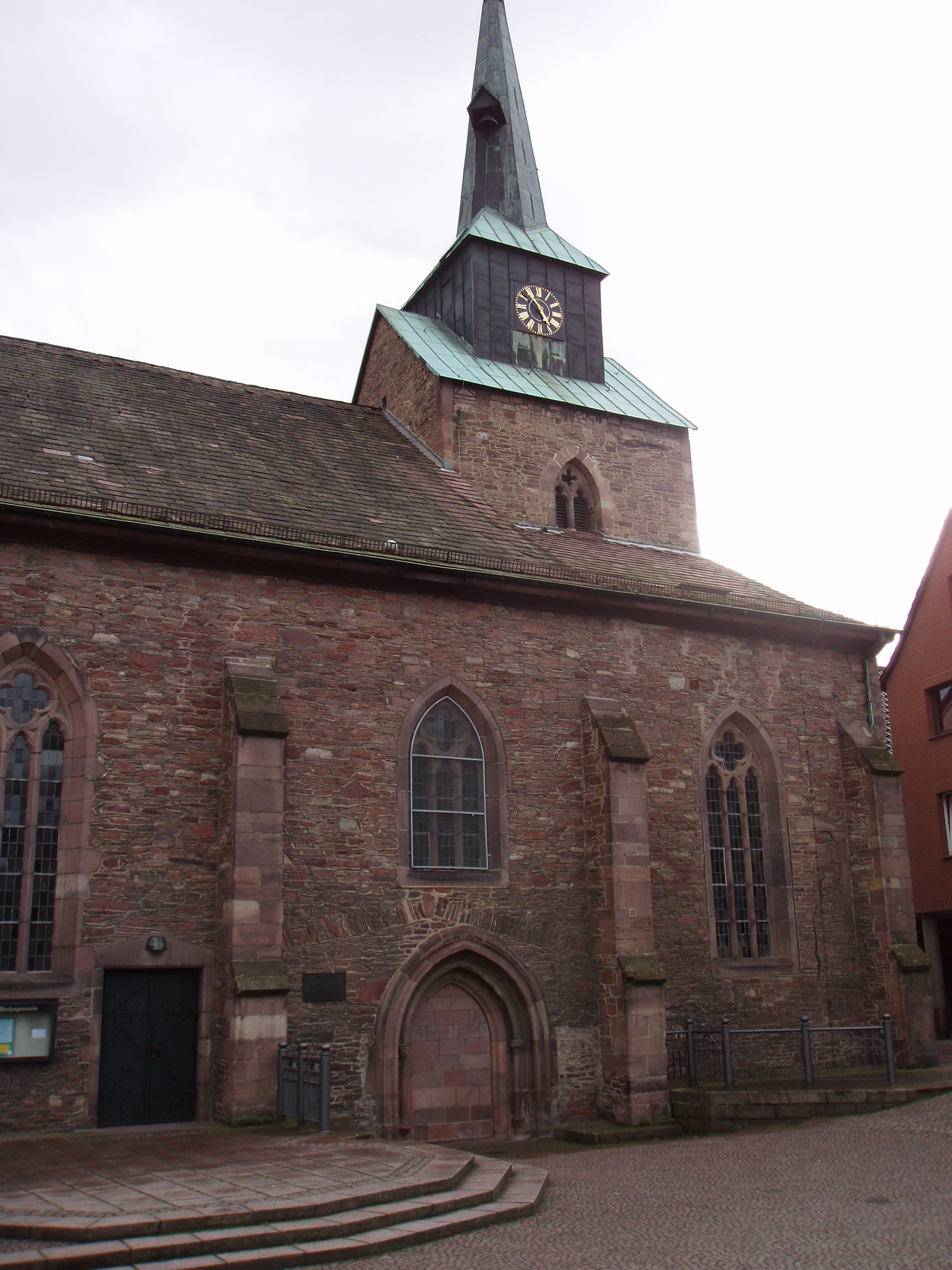
Evang.-lutherse St. Nicolaaskerk
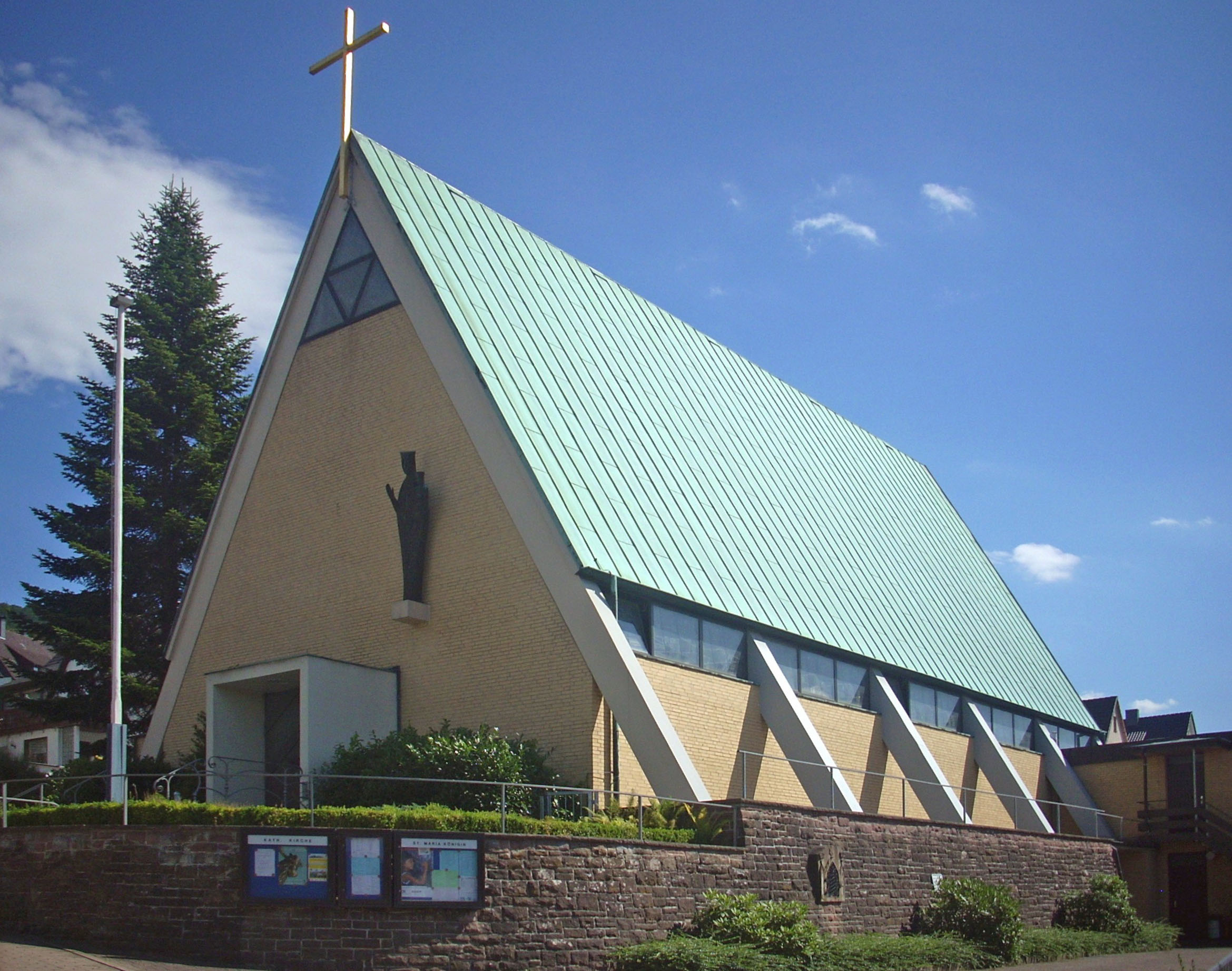
R.K. Maria-Koningin-kerk (1960)
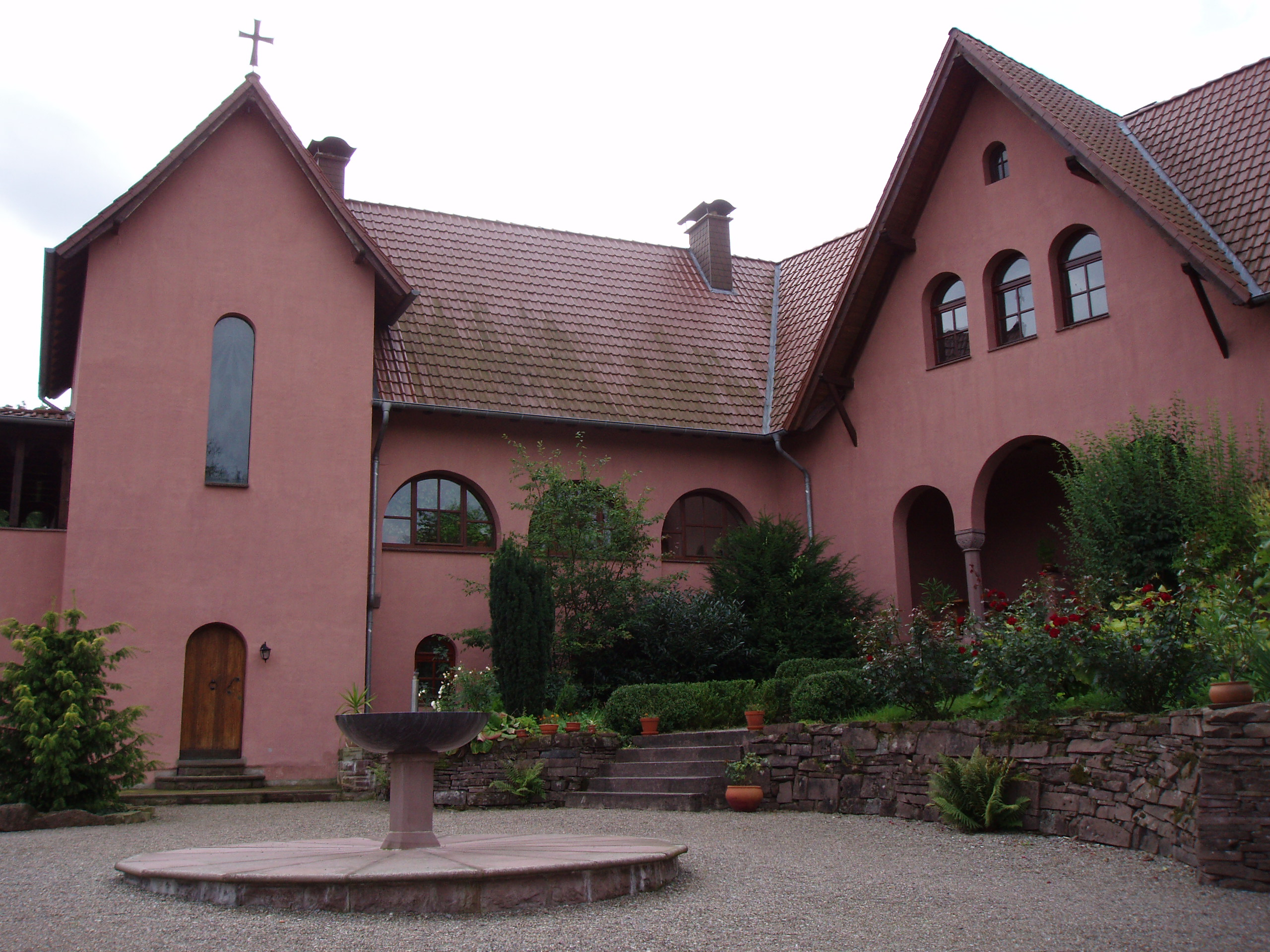
Bulgaars-Orthodox klooster Heilige Drie-eenheid